# Kopec
Kopec je obecné označení pro vyvýšené povrchové tvary georeliéfu různého tvaru a velikosti bez přesné morfometrické charakteristiky.
Příbuzné a běžně užívané jsou též pojmy vrch a pahorek, u kterých však literatura již některé charakteristiky uvádí.
Vrch je vypuklý tvar georeliéfu větších rozměrů ve vrchovinách, zpravidla s relativní výškou 150–300 m (nad okolním terénem).
Pahorek je vypuklý tvar georeliéfu malých rozměrů v pahorkatinách, tato vyvýšenina je charakteristická málo výrazným úpatím a mírnými svahy.

## Označení
Není úplně jasné, kdy se takový povrchový útvar označuje výrazem kopec nebo hora. Z velké části to závisí na subjektivním hodnocení. Obecně platí, že kopec není tak vysoký jako hora a jeho svah není tak prudký. Někdy je pro označení rozhodující nadmořská výška vrcholu, někdy je to relativní výška nad okolním terénem. Někdy se výrazem hora označují i kopce, které nesplňují ani jedno z kritérií (např. Bílá hora).

## Vznik
Kopce vznikají mnoha různými způsoby. Mohou být vytvořeny jako výsledek geologických poruch, postupnou erozí, pohybem nebo tlakem ledovce v dobách ledových, erozí horských hřebenů, vulkanismem, dopadem meteoritů nebo sopečného materiálu, nerovnoměrným působením větru, písku, aj. Kopce vznikají i jako výsledek lidské činnosti (haldy).

## Strategický význam kopců
Kopce sehrávaly v historii důležitou roli.
Na kopcích se v minulosti často stavěla různá lidská sídla, zvlášť na takových kopcích, které byly zároveň v blízkosti vody (u moře, řeky nebo jezera). Z vrcholku kopce byl dobrý výhled na okolní krajinu a pro případné útočníky znamenaly významnou překážku, zvlášť v případě, že byl vrchol kopce dobře opevněn (hradiště, hrad, pevnost). Kopec znamenal i ochranu před záplavami. S růstem velikosti měst, výrobou střelného prachu a změnou vojenské taktiky se tato výhoda stala nedůležitou.